# Glucocorticoid
Glucocorticoid là một loại corticosteroid, là một loại hormone steroid. Glucocorticoid là corticosteroid liên kết với thụ thể glucocorticoid. Chúng có mặt ở hầu hết các tế bào động vật có xương sống. Cái tên glucocorticoid (glucose + cortex + steroid) được lấy từ vai trò của nó trong điều hòa chuyển hóa glucose, được tổng hợp trong vỏ tuyến thượng thận và cấu trúc steroid của nó (xem cấu trúc bên phải). Một từ đồng nghĩa ít phổ biến hơn là glucocorticosteroid.
Glucocorticoid là một phần của cơ chế phản hồi trong hệ miễn dịch giúp làm giảm một số khía cạnh của chức năng miễn dịch, chẳng hạn như viêm. Do đó, chúng được sử dụng trong y học để điều trị các bệnh do hệ miễn dịch hoạt động quá mức, chẳng hạn như dị ứng, hen suyễn, bệnh tự miễn và nhiễm trùng huyết. Glucocorticoid có nhiều tác dụng khác nhau liên quan đến y học, bao gồm cả các tác dụng phụ có hại, điều này khiến cho chúng hiếm khi được bán trên quầy. Glucocorticoid cũng can thiệp vào một số cơ chế bất thường trong tế bào ung thư, vì vậy chúng cũng có thể được sử dụng với liều cao để điều trị ung thư. Điều này bao gồm các tác dụng ức chế sự tăng sinh tế bào lympho, như trong điều trị u lymphoma và ung thư bạch cầu, cũng như giảm thiểu tác dụng phụ của thuốc chống ung thư.
Glucocorticoid ảnh hưởng đến tế bào bằng cách gắn kết với thụ thể glucocorticoid. Phức hợp glucocorticoid-thụ thể glucocorticoid hoạt hóa tăng cường sự sự biểu hiện của các protein chống viêm trong nhân (một quá trình được gọi là hoạt hóa chéo) và ức chế sự biểu hiện của các protein tiền viêm trong bào tương bằng cách ngăn chặn sự dịch chuyển các yếu tố phiên mã khác từ bào tương sang nhân (bất hoạt chéo).
Glucocorticoid được phân biệt với mineralocorticoid và steroid giới tính bởi các thụ thể đặc hiệu, tế bào đích và tác dụng của chúng. Về mặt kỹ thuật, "corticosteroid" dùng để chỉ cả glucocorticoid và mineralocorticoid (vì cả hai đều giống như các hormone được tạo ra bởi vỏ thượng thận), nhưng "corticosteroid" thường được sử dụng như một từ đồng nghĩa với "glucocorticoid" hơn. Glucocorticoid chủ yếu được sản xuất trong zona fasciculata của vỏ thượng thận, trong khi mineralocorticoid được tổng hợp trong zona glomerulosa.
Cortisol (hoặc hydrocortisone) là glucocorticoid quan trọng nhất của con người. Hormone này là thiết yếu cho sự sống, chúng điều chỉnh hoặc hỗ trợ một loạt các chức năng tim mạch, trao đổi chất, miễn dịch học và cân bằng nội môi quan trọng. Nhiều glucocorticoid tổng hợp có sẵn; chúng được sử dụng rộng rãi và phổ biến trong y tế bình thường cũng nhiều biện pháp đặc biệt, chẳng hạn như làm liệu pháp thay thế trong thiếu hụt glucocorticoid, hoặc để ức chế hệ miễn dịch.

## Tác dụng phụ
Loại glucocorticoid hiện đang được sử dụng làm thuốc hiện nay có tác động không chọn lọc, vì vậy, chúng có thể gây ảnh hưởng đến nhiều quá trình đồng hóa có ích trong cơ thể nếu sử dụng trong thời gian dài. Để ngăn ngừa điều này, nhiều nghiên cứu gần đây đã tập trung vào việc phát triển các loại thuốc glucocorticoid với tác động chọn lọc (đặc hiệu). Các tác dụng phụ có thể gặp khi sử dụng thuốc bao gồm:
- Suy giảm miễn dịch
- Tăng đường huyết do tăng tân tạo đường (gluconeogenesis), kháng insulin và rối loạn dung nạp glucose ("bệnh tiểu đường steroid"); tác động đến những người bị đái tháo đường
- Da trở nên yếu hơn, dễ bầm tím
- Tác động tiêu cực đến cân bằng calcium do giảm hấp thu calcium ở ruột [3]
- Loãng xương do steroid: giảm mật độ xương (loãng xương, hoại tử xương, nguy cơ gãy xương cao hơn, quá trình sửa chữa gãy xương chậm hơn)
- Tăng cân do tăng lắng đọng chất béo nội tạng và mỡ bụng (bụng phệ) và kích thích sự thèm ăn; xem "Rối loạn phân bố mỡ do corticosteroid"
- Gây ra hội chứng Cushing ngoại sinh nếu sử dụng lâu dài và với cường độ cao
- Suy giảm trí nhớ và suy giảm khả năng tập trung [4]
- Suy tuyến thượng thận (nếu dùng lâu và ngừng đột ngột mà không giảm dần)
- Suy cơ và gân (phân giải protein), suy nhược, giảm khối lượng cơ và khả năng sửa chữa[5][6]
- Làm mở rộng phần mỡ ở má và gây giãn nở của các mạch máu nhỏ ở da
- Bệnh u mỡ trong khoang trên màng cứng [7]
- Tác động kích thích lên hệ thần kinh trung ương (hưng phấn, rối loạn tâm thần)
- Ngừng rụng trứng, kinh nguyệt thất thường
- Rối loạn sinh trường, dậy thì muộn
- Tăng amino acid trong huyết tương, tăng tạo urea, tác động tiêu cực đến cân bằng nitơ
- Gây cườm nước do tăng nhãn áp
- Đục thủy tinh thể
- Nghiện steroid tại chỗ